# Felix János
Felix János (Baja, 1854. május 10. – Budapest, 1902. július 10.) bölcseleti doktor, gimnáziumi igazgató, tanár.

## Élete
A budapesti József Műegyetemen tanult, majd átlépett a Bölcsész Karra.
Előbb nevelő, majd a nagykikindai gimnázium tanára lett. 1883-tól az érsekújvári községi gimnáziumban tanított matematikát és természettant, majd 1886-tól igazgató lett.
A Királyi Magyar Természettudományi Társulat, az érsekújvári takarékpénztár igazgatósági és a városi képviselőtestület tagja. 1887-től szerkesztette az Érsekujvári községi kath. gymnasium Értesítőjét.
Érsekújvárott temették el. Felesége Lévay Ilon, fia Félix János voltak.

## Művei
- 1884 Die Holzopale Ungarns in palaeophysiologischer Hinsicht. Jahrbuch der k. ung. geologischen Anstalt VII. (magyar nyelven Staub Mórtól a M. kir. Földtani Intézet Évkönyve VII. 1884.)
- 1887 Magyarország fosszil fái. Két foto-litogr. táblával. M. Földtani Intézet Évkönyve VIII. 5. (ugyanez németül az intézet Jahrbuchjában)